# Parodia saint-pieana
Parodia saint-pieana ist eine Pflanzenart aus der Gattung Parodia in der Familie der Kakteengewächse (Cactaceae). Das Artepitheton saint-pieana ehrt den französischen Kakteengärtner Paul Saint-Pie von der Côte d’Azur.

## Beschreibung
Parodia saint-pieana sprosst reichlich und bildet Polster. Die abgeflacht kugelförmigen bis kugelförmigen Triebe erreichen Durchmesser von bis zu 6 Zentimeter. Die etwa 22 spiralförmig angeordneten Rippen sind in deutliche konische Höcker untergliedert. Die auf ihnen befindlichen Areolen sind gelblich weiß. Die Mitteldornen lassen sich nicht von den Randdornen unterscheiden. Die etwa 17 geraden Randdornen sind gelb oder hellbraun und bis zu 0,3 Zentimeter lang.
Die leuchtend gelben Blüten erreichen Längen von bis zu 2,5 Zentimeter und ebensolche Durchmesser. Ihr Perikarpell und die Blütenröhre sind spärlich befilzt und auf ihrer gesamten Länge mit Borsten besetzt. Die Narben sind mattgelb. Die dünnwandigen, annähernd kugelförmigen Früchte werden bei der Reife olivbraun. Sie weisen Durchmesser von 0,4 Zentimeter auf. Die Früchte enthalten glänzende dunkelbraune Samen von 0,6 Millimeter Länge und 0,5 Millimeter Breite.

## Verbreitung und Systematik
Parodia saint-pieana ist in der argentinischen Provinz Jujuy und möglicherweise auch in der Provinz Salta verbreitet.
Die Erstbeschreibung durch Curt Backeberg wurde 1957 veröffentlicht. Ein nomenklatorisches Synonym  ist Bolivicactus saint-pieanus (Backeb.) Doweld (2000).

## Nachweise